# Traktat w Kasr-e Szirin
Traktat w Kasr-e Szirin (tur. Kasr-ı Şirin Antlaşması) – traktat pokojowy, zawarty 17 maja 1639 roku, pomiędzy Imperium Osmańskim oraz safawidzką Persją.
Na mocy tego porozumienia zakończona została trwająca wojna pomiędzy tymi państwami, ponadto ustalono podział spornych terytoriów na Bliskim Wschodzie. Turcja osmańska otrzymała Mezopotamię z Bagdadem, natomiast Persja Azerbejdżan.
Pomimo zawarcia traktatu spory graniczne pomiędzy Osmanami i Safawidami nie wygasły.